# Gabriel Cifre Borrás
Gabriel Cifre Borrás (Palma de Mallorca, 26 de febrero de 1894 - ibídem, 24 de marzo de 1993) fue un obrero español de los talleres de la compañía naviera Isleña Marítima (actual Trasmediterránea) de Palma de Mallorca (Baleares).
Cifre llegó a la Isleña Marítima en 1920. Ese mismo año organizó con varios trabajadores de la empresa un modesto conjunto de fútbol: el Mecánico FC, uno de los primeros equipos de base obrera de Mallorca. Él no llegó a tener la categoría de presidente, ya que el conjunto nunca llegó a organizarse legalmente como club; pero sí fue su principal impulsor y organizador (tal vez también entrenador), sin llegar a intervenir como jugador.
El equipo se fusionó a finales de 1920 con otro conjunto obrero, el Mallorca FC, para formar un club más potente: el Baleares FC. Entonces Cifre quedó relegado a un segundo plano desempeñando labores de delegado del segundo equipo y desde 1924 aproximadamente se desligó totalmente del club. Actualmente la entidad sigue existiendo bajo el nombre de Club Deportivo Atlético Baleares.
Cuarenta años después de los hechos concedió una entrevista a la revista Fiesta Deportiva en la que dejaba constancia de su testimonio.